# Raymond Pellegrin
Raymond Pellegrin (* 1. Januar 1925 in Nizza; † 14. Oktober 2007 in Garons) war ein französischer Schauspieler.

## Leben
Der als Louis Pilade Pellegrini geborene Schauspieler war italienischer Abstammung. Erste Theaterauftritte hatte er in Nizza. 1945 kam er nach Paris und war in Marcel Pagnols Bühnenstück Topaze erfolgreich. Bekannt wird Pellegrin im Kino als Gino in André Cayattes Wir sind alle Mörder (1952) und vor allem in der Titelrolle von Sacha Guitrys Napoleon (1955). Internationale Rollen folgen, so als Marco in Sidney Lumets Arthur-Miller-Verfilmung Blick von der Brücke (1961). Oft in Rollen dubioser Charaktere wie dem Baron de Lansignac in André Hunebelles Die Geheimnisse von Paris (1962), der Paul Ricci in Jean-Pierre Melvilles Der zweite Atem (1966) oder als Ferndand Morcerf in Der Rächer aus dem Sarg (1968), ebenfalls von Hunebelle. In Deutschland spielt er 1974 unter der Regie Alfred Vohrers in der Johannes-Mario-Simmel-Verfilmung Die Antwort kennt nur der Wind den Kommissar Lacrosse. Ab Mitte der 1970er-Jahre reduzierte Pellegrin seine Filmarbeit drastisch und widmete sich verstärkt der Verwaltung seines Hotels an der Côte d’Azur.
Am 12. Juli 1949 heiratete er die Schauspielerin Dora Doll (* 1922 in Berlin; † 2015), mit der eine Tochter (Danielle) hatte. Diese Ehe wurde 1955 geschieden. Am 8. Oktober 1955 heiratete er die Schauspielerin Gisèle Pascal (* 1923 oder 1921; † 2007); aus dieser Ehe entsprang die Tochter Pascale Pellegrin (* 12. September 1962; † 8. Februar 2018), die ebenfalls als Schauspielerin arbeitete.
Raymond Pellegrin starb am 14. Oktober 2007 in Garons.

## Bekannte Rollen
Zu seinen bekanntesten späteren Rollen zählen der Jo in Überfall im Morgengrauen (1975), der Robert Pérez in The Mad Mustangs (1980), die Claude-Lelouch-Filme Ein jeglicher wird seinen Lohn empfangen… (1981) und Vive la vie! (1984) sowie der Serge Mazra in Adolf Winkelmanns Der Leibwächter (1989). Nachdem er neben Bud Spencer in Sie nannten ihn Plattfuß mitgewirkt hatte, spielt er Ende der 80er in drei Klamotten mit Spencer als Jack Clementi. 1993 spielt er in der Fernsehserie Rocca den Kommissar Rocca.
Pellegrin war besonders in Frankreich auch bekannt für seine Synchronisation des Schauspielers Jean Marais in dessen Rolle des Fantomas.

## Filmografie (Auswahl)
- 1945: Naïs
- 1952: Das Bankett der Schmuggler (Le Banquet des fraudeurs)
- 1952: Wir sind alle Mörder (Nous sommes tous des assassins)
- 1952: Manons Rache (Manon des sources)
- 1953: Gefährtinnen der Nacht (Les compagnes de la nuit)
- 1953: Die letzte Etappe (Le grand jeu)
- 1953: Zur Liebe verdammt (La rage au corps)
- 1954: Feuer unter der Haut (Le feu dans la peau)
- 1954: Die freudlose Straße (La romana)
- 1954: Ein ganzes Leben (Les hommes en blanc)
- 1954: Verfemte Frauen (Marchandes d'illusions)
- 1954: Weiße Sklavinnen für Tanger (Les impures)
- 1955: Napoleon (Napoléon)
- 1955: Mädchen in schlechter Gesellschaft (Le crâneur)
- 1955: Frauen in Erpresserhänden (Chantage)
- 1955: Gier nach Liebe (La lumière d'en face)
- 1956: Dem Satan ins Gesicht gespuckt (Le feu aux poudres)
- 1956: Das Gesetz der Straße (La loi des rues)
- 1956: Hyänen unter sich (Jusqu'au dernier)
- 1957: Bitter war der Sieg (Amère victoire)
- 1957: Mimi (Mimi Pinson)
- 1957: Zyankali (La bonne tisane)
- 1958: Der blonde Skorpion (Ça n'arrive qu'aux vivants)
- 1959: Nach gewissen Nächten (Secret professionel)
- 1960: Bevor das Licht verlöscht (L'imprévu)
- 1960: Junge, mach dein Testament (Chien de pique)
- 1961: Blick von der Brücke (Vu du pont)
- 1961: Horace 62
- 1962: Der Graf mit der eisernen Faust (Les mystères de Paris)
- 1962: Kaiserliche Venus (Venere imperiale)
- 1963: Das leichte Geld der Liebe (La bonne soupe)
- 1964: Deine Zeit ist um (Behold a Pale Horse)
- 1965: OSS 117 – Pulverfaß Bahia (Furia à Bahia pour OSS 117)
- 1966: Der zweite Atem (Le deuxième souffle)
- 1966: Maigret und der Würger von Montmartre (Maigret à Pigalle)
- 1966: Sonderdezernat C III Montmartre (Brigade anti-gangs)
- 1967: Der goldene Schlüssel (L'homme qui valait des milliards)
- 1968: Quanto costa morire
- 1968: Der Rächer aus dem Sarg (Sous le signe de Monte Christo)
- 1969: Die Nackte und der Kardinal (Beatrice Cenci)
- 1971: Kommando Cobra (Le saut de l'ange)
- 1971: Der Löwenanteil (La part des lions)
- 1971: Tödliche Schlagzeilen (L'odeur des fauves)
- 1972: Camorra
- 1972: Die Eindringlinge (Les intrus)
- 1972: Im Alleingang (Le solitaire)
- 1973: Die ehrenwerte Familie (L’onorata famiglia, uccidere è cosa nostra)
- 1973: Sie nannten ihn Plattfuß (Piedone lo sbirro)
- 1974: Die Antwort kennt nur der Wind
- 1974: Die Rache der Camorra (I guappi)
- 1975: Change
- 1975: Harley Riders – Sie kannten kein Erbarmen (L'ambizioso)
- 1975: Überfall im Morgengrauen (Quand la ville s'éveille)
- 1975: Zerschossene Träume (L'appât)
- 1976: Cop Hunter (Italia a mano armata)
- 1976: Skandal (Scandalo)
- 1978: Die eiskalten Killer (Porci con la P. 38)
- 1979: Stadt in Panik (Paura in città)
- 1979: Das Versprechen (La promessa)
- 1980: The Mad Mustangs (La bar du téléphone)
- 1981: Ein jeglicher wird seinen Lohn empfangen… (Les uns et les autres)
- 1981: Kommissar Moulin (Commissaire Moulin) (Fernsehserie, 2 Folgen)
- 1984: Vive la Vie – Es lebe das Leben (Vive la vie)
- 1986: Jubiabá (Jubia`bá)
- 1987: Herz aus Stein (Cuore di pietra)
- 1988: Don Bosco (Fernsehfilm)
- 1988: Der Leibwächter
- 1988–1989: Big Man (Il professore) (Serie von Fernsehfilmen)
- 1991: Willkommene Gelegenheit (L'affaire de Hauterive)
- 1993: Mission Eureka: Griff nach den Sternen